# Schrattenberg
Schrattenberg je obec v okrese Mistelbach v oblasti Weinviertel Dolního Rakouska. Obec leží nedaleko hranice, s moravskými Valticemi ji spojuje hraniční přechod. Z 19,18 km² katastrálního území je 9,98 % zalesněno, významnou část výměry představují vinice. Žije zde 810 obyvatel.

## Historie
První písemná zmínka se objevila roku 1184. Nálezy z doby bronzové ale ukazují, že dějiny tohoto místa sahají mnohem dále.
V roce 1725 byly ve Schrattenbergu sádky pro ryby. (Dr. Vladimír Voldán: O archivu valtického panství a velkostatku. Zprávy okresního vlastivědného muzea v Mikulově, září - prosinec 1959.)

### Obecní znak
Popis: modročervený svisle rozštěpený štít, napravo modrý se zlatým listem a hrozny na vinné révě, vlevo červený, rozdělený třemi stříbrnými oblouky.

### Vývoj počtu obyvatel
Podle výsledků sčítání obyvatelstva měla obec v roce 2001 899 obyvatel. 1991 měla obec 987, 1981 1039 a v roce 1971 1158 obyvatel.

## Politika
Starostou obce je Helmut Schwarz, vedoucím úřadu Bernhard Ullram. V obecní radě je po obecních volbách v roce 2005 15 křesel s následujícími mandáty: OVP 13 a SPO 2.

## Hospodářství a infrastruktura
Nezemědělských pracovních míst bylo v roce 2001 26. V zemědělských a lesnických podnicích po roce 1999 bylo 154 pracovních míst. Výdělečně činných v bydlišti podle sčítání obyvatel v roce 2001 bylo 394, to představovalo 44.27 %.
Schrattenberg je nejvýraznější s pěstováním červených vín u brněnské silnice. Hlavními odrůdami jsou Zweigeltrebe, Blauburger a modrý Portugal. Vinařské společenství od roku 1989 vyrábělo jakostní červené víno pod známkou „Schratt“.

## Turismus
Přes schrattenberské vinice, lesy a sklepní ulice vede značená turistická a cyklistická stezka. Mezi vesnicí a nedalekými Valticemi vede „stezka bosou nohou“ s jedenácti zastávkami.

## Jiné

### Divadelní spolek
Z ústního podání je známo, že se ve Schrattenbergu divadlo hrálo již před mnoha desetiletími. Kdy přesně se s divadlem začalo a jaké hry se hrály, může se jen matně rekonstruovat, protože neexistují žádné záznamy.
Fotografie z posledních dvaceti let ukazují tehdejšího mladého řidiče a současného vedoucího divadelní scény Rudolfa Ebnera.
Slabší ročníky a všestranné zájmy mládeže zachraňuje rok od roku „Divadelní skupina katolické mládeže“.
Roku 1989 se rozhodlo, že se založí charakteristický divadelní spolek, do kterého se přizvou všichni dřívější divadelníci a budoucí spolek se opět zaktivizuje. Dne 1. září 1989 se sešlo v hostinci Hösch první zasedání a divadelní spolek ve Schrattenbergu byl oficiálně založen. Oficiální název zní „Verein Laienbühne Schrattenberg“ (Ochotnický divadelní spolek) a první úspěšné divadelní představení se odehrálo v rámci 1. valné hromady dne 13. ledna 1990.
Dosavadní produkce:
- klasické hry: Johann Nestroys Lumpazivagabundus, Ferdinand Raimunds Der Bauer als Millionär, Ludwig Anzengrubers Der Meineidbauer sowie Die Kreuzlschreiber
- tradiční lidové hry: S’Nullerl, Heimweh am Wolgastrand, Bruder Martin und als Welturaufführung das Volksstück Der Jäger von Fall
- veselohry a komedie: Charleys Tante, Der Mustergatte, Pension Schöller, Boeing-Boeing, Keine Leiche ohne Lilly, Das lebenslängliche Kind, Liebe mit 100 PS, Arsen und Spitzenhäubchen, Das Geld liegt auf der Bank, Mit besten Empfehlungen, Außer Kontrolle und Der Meisterboxer
- Der Bockerer, Besuchszeit

Divadelní představení hry „Im weißen Rössl“ před radnicí ve Schrattenbergu v roce 2003 se zdařilo. Byla to první známá opereta v exteriéru. V roce 2005 následovala hra „Hofrat Geiger“.